# Wu Jingyu
Wu Jingyu (xinès simplificat: 吴静钰; xinès tradicional: 吳靜鈺; pinyin: Wú Jìngyù) (Jingdezhen, República Popular de la Xina 1987) és una taekwondista xinesa, guanyadora de dues medalles d'or.

## Biografia
Va néixer l'1 de febrer de 1987 a la ciutat de Jingdezhen, població situada a la província de Jiangxi (República Popular de la Xina).

## Carrera esportiva
Va participar, als 21 anys, en els Jocs Olímpics d'Estiu de 2008 realitzats a Pequín (Xina), on va aconseguir guanyar la medalla d'or en la categoria femenina de pes mosca en guanyar en la final a la tailandesa Buttree Puedpong. En els Jocs Olímpics d'Estiu de 2012 celebrats a Londres (Regne Unit) revalidà el seu títol olímpic, en guanyar en la final a l'espanyola Brigitte Yagüe.
Al llarg de la seva carrera ha guanyat tres medalles en el Campionat del Món de taekwondo, dues d'elles d'or; tres medalles en el Campionat d'Àsia de l'especialitat, una d'elles d'or; i dues medalles d'or en els Jocs Asiàtics.